# Trethon Judit-emlékgyűrű
A Trethon Judit Emlékgyűrűt olyan műfordítóknak ítélik oda, akik fordítói munkásságukkal kiemelkedő módon hozzájárultak az idegen nyelvű science-fiction irodalom magyar nyelvre történő átültetéséhez. 
A díjat Trethon Judit édesanyja alapította, hogy ezzel emléket állítson a 2008-ban tragikus autóbalesetben elhunyt lányának. Trethon Judit műfordítóként és újságíróként a science-fiction számos területén végzett több évtizedes, kiterjedt munkát.

## Díjazottak
| Év   | Díjazott                                   |
| ---- | ------------------------------------------ |
| 2011 | Juhász Viktor                              |
| 2012 | Murányi Beatrix (2013-ban került átadásra) |
| 2013 | Pék Zoltán                                 |
| 2014 | F. Nagy Piroska                            |
| 2015 | n/a                                        |
| 2016 | Hidy Mátyás                                |
| 2017 | Németh Attila                              |
| 2018 | Weisz Györgyi                              |
| 2019 | Gálvölgyi Judit                            |
| 2020 | Huszár András                              |
| 2021 | Békés András [forrás?]                     |
| 2023 | Farkas Veronika                            |
| 2024 | Habony Gábor                               |